# Korean Air LOWUS
Korean Air LOWUS (Low Observable Unmanned Wingman System) – południowokoreański bezzałogowy aparat latający, z grupy konstrukcji określanych mianem lojalnych skrzydłowych, przeznaczony do wykonywania misji zwiadowczych i rozpoznawczych, prowadzenia zwiadu/rozpoznania elektronicznego. Atakowania silnie bronionych celów naziemnych. Maszyn ma towarzyszyć i współpracować z innymi załogowymi samolotami. Aparat zbudowano w technologii obniżonej wykrywalności.

## Historia
Pracę nad nowym bezzałogowym aparatem, dział badań i produkcji lotniczej linii Korean Air rozpoczął w 2021 roku. Zleceniodawcą prac była koreańska Agencja Rozwoju Obronnego. Zakres zadań stawianych nowej konstrukcji wpisuje ją w rodzinę tzw. lojalnych skrzydłowych czyli bezzałogowych maszyny wspierających działania samolotów załogowych. Aparat będzie w stanie realizować misje o charakterze rozpoznawczym i zwiadowczym. Zapewniać osłonę innym uczestnikom misji prowadząc działania z zakresu walki radioelektronicznej. Atakować silnie bronione cele naziemne z rozbudowaną obroną przeciwlotniczą. Samolot będzie w stanie realizować swoje misje samodzielnie lub w ugrupowaniu innych bezzałogowych aparatów. W ramach realizacji zadań lojalnego skrzydłowego, pierwszą maszyną wymienianą w kontekście integracji z Korean Air LOWUS jest KAI KF-21 Boramae. W konstrukcji wykorzystano technologię obniżonej wykrywalności. Wlot powietrza do silnika umieszczono nad kadłubem, uzbrojenie jest przenoszone w wewnętrznych komorach uzbrojenia. 25 lutego 2025 roku producent zaprezentował ukończony prototyp Korean Air LOWUS.